# Amikwan – Koi koi ayaho
Albums de Patof
Polpon – Opération bonbon
(1974) L'histoire de Boulik
(1974)
Amikwan – Koi koi ayaho est un album de contes et de chansons d'Amikwan, commercialisé en 1974.
Il s'agit du douzième album de la série Patof, il porte le numéro de catalogue PA 39308 (C 1065-2/66-2).
Amikwan est un personnage de la série télévisée québécoise pour enfants Patofville, il est personnifié par Clovis Dumont.

## Réception
L'album fait son entrée sur les palmarès de vente en avril 1975 sans spécification de la position atteinte.

## Encart publicitaire
Un encart publicitaire intitulé « Chantez avec Amikwan » et faisant la promotion de la bd Patof en Chine est inséré dans la pochette.

## Titres
| 1. | Koi koi ayaho                     | Clovis Dumont, Gilbert Chénier, Jacques Desrosiers | 1:36 |
| 2. | La légende des quatre anishnawbeh | Clovis Dumont                                      | 7:34 |
| 3. | Le curieux cadeau de la forêt     | Clovis Dumont                                      | 3:52 |

| 4. | La sottise du lièvre            | Clovis Dumont | 3:41 |
| 5. | Les étourderies du raton laveur | Clovis Dumont | 7:27 |
| 6. | Koi koi ayaho (instrumental)    |               | 1:49 |

## Crédits
- Arr. Orch. : Denis Lepage
- Production : Yves Martin
- Promotion : Jean-Pierre Lecours
- Ingénieur : Pete Tessier
- Studio de son Québec
- Photo : Gilles Brousseau